# Алан Маубрэй
Алан Маубрэй (англ. Alan Mowbray, урождённый Альфред Эрнест Аллен (англ. Alfred Ernest Allen); 18 августа 1896, Лондон — 25 марта 1969, Голливуд, Калифорния) — британский актёр театра и кино, добившийся наибольшего успеха в Голливуде.

## Биография
Альфред Эрнест Аллен родился 18 августа 1896 года в Лондоне. На службе в британской армии во время Первой мировой войны был награждён Воинской медалью за храбрость. После войны присоединился в театральную труппу, с которой гастролировал по США.
Под псевдонимом Алан Маубрэй актёр дебютировал в 1931 году в фильме «Божий дар для женщин». Как характерный актёр Маубрэй снялся более чем в 140 фильмах, среди которых «Весело мы живём», «Приключения полковника Флэка». Во время Второй мировой войны Маубрей сыграл роль Дьявола в комедии «Дьявол с Гитлером».
В 1933 году Маубрэй был одним из основателей Гильдии киноактёром США. В 1953—1954 годах актёр получил роль Дюмона в телесериале «Полковник Хамфри Флэк». С 1954 по 1955 год он играл в ситкоме «Шоу Микки Руни: Эй, Миллиган».
Алан Маубрэй умер от сердечного приступа 25 марта 1969 года. Был похоронен на кладбище Святого креста в Калвер-Сити.

## Избранная фильмография
- 1933 — Этюд в багровых тонах / A Study in Scarlet — инспектор Лестрейд
- 1934 — Девушка из Миссури / The Girl from Missouri — лорд Дуглас
- 1934 — Чарли Чан в Лондоне / Charlie Chan in London — Джеффри Ричмонд
- 1935 — Бекки Шарп / Becky Sharp — Родон Кроули
- 1936 — Желание / Desire — доктор Морис Пуке
- 1936 — Мария Шотландская / Mary of Scotland — Трокмортон
- 1936 — Мой слуга Годфри / My Man Godfrey — Томми Грей
- 1939 — Никогда не отчаивайся / Never Say Die — князь Смирнов
- 1941 — Леди Гамильтон / That Hamilton Woman — сэр Уильям Гамильтон
- 1941 — Ночной кошмар / I Wake Up Screaming — Робин Рэй
- 1941 — Это неопределённое чувство / That Uncertain Feeling — доктор Венгард
- 1943 — Сестра его дворецкого / His Butler’s Sister — Базз Дженкинс
- 1943 — Солдатский клуб / Stage Door Canteen — в роли самого себя